# 聖マクシモス
聖マクシモス（580年頃 - 662年8月13日、ギリシア語: Μάξιμος ο Ομολογητής, ラテン語: Maximus Confessor, 英語: Maximus the Confessor）は、キリスト教の神学者であり修道士。正教会・カトリック教会・聖公会・ルーテル教会で聖人。マクシムス、マクシム、マキシモス、マキシムとも転写される。
ギリシア教父の一人に数えられる。
各言語のΟμολογητής・Confessorの部分は、日本正教会では表信者、日本のカトリック教会では証聖者と訳される。正教会では克肖表信者聖マクシムとも呼ばれカトリック教会では証聖者マクシモスと呼ばれる。
学問研究者によっては教派色をさけるため、告白者マクシモスと訳されることもある。
単意論への反駁で知られる。

## 生涯

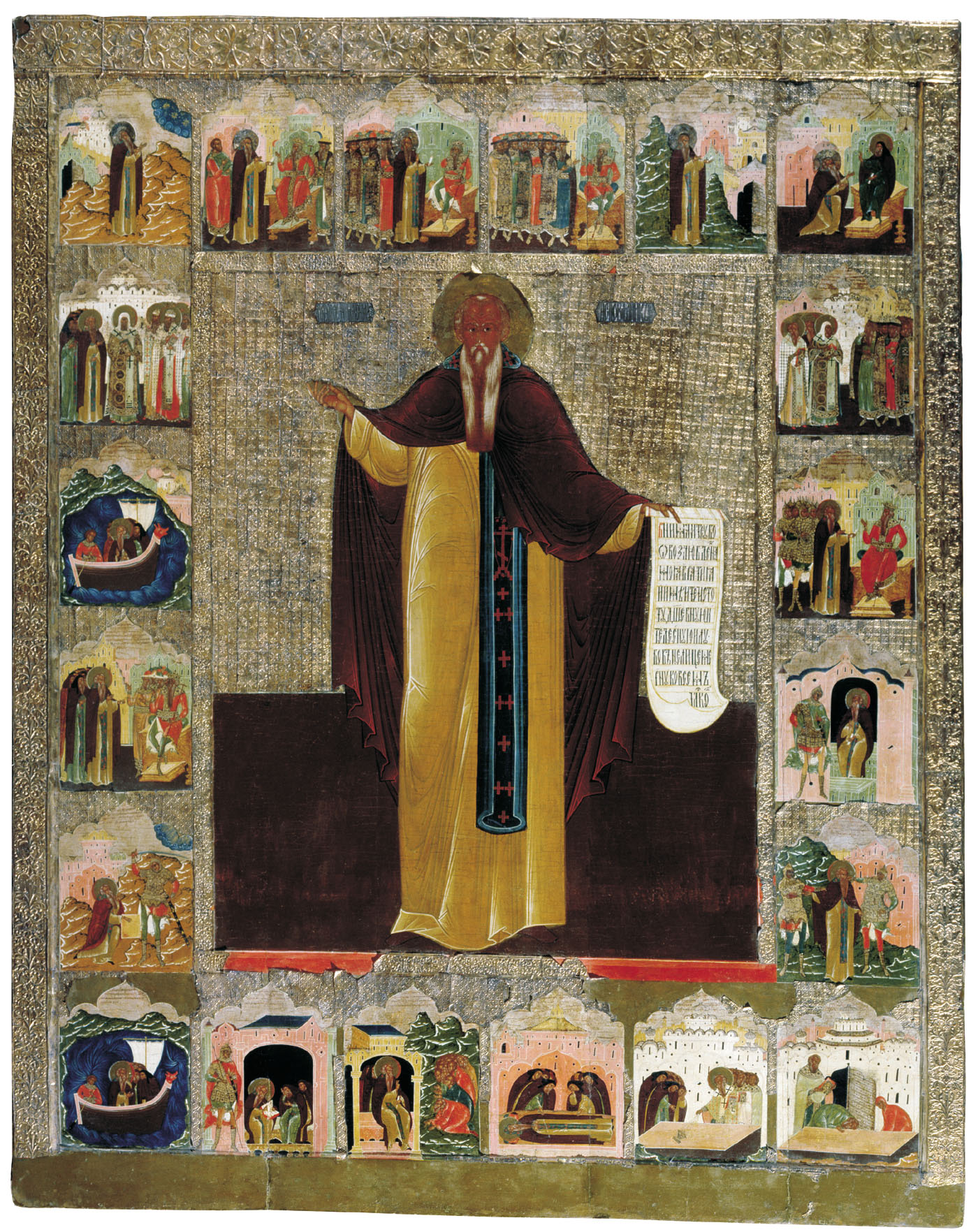
聖マクシモスの生涯が周りに描かれた、正教会のイコン（17世紀、ソリヴィチェゴドスク）

### 前半生
コンスタンティノポリスの敬虔なクリスチャンの家庭に580年頃生まれる。哲学・文法・レトリック等の高度な教育を受け、哲学と神学を修める。入庁後にはヘラクレイオス（イラクリオス）帝の秘書官となったが、既に皇帝をはじめ政府が単性論に染まっている事を知って職を辞し、614年にコンスタンティノポリス近郊クリュソポリスの修道院に入り修道士となった。マクシモスの謙遜と叡智とがすぐに修道士達の間で評判となったが、マクシモスは一介の修道士の地位にとどまった。
この時代、単性論を巡る議論が激しくなっていた。エルサレム総主教ソフロニオスが既に、単性論・単意論への反駁を行っていた。

### 単意論への反駁の旅路
東方が広く単性論・単意論に影響されている事に危機感を抱いたマクシモスは、626年ペルシャ、スラヴの侵入のためコンスタンティノポリスを去り、流浪の旅を余儀なくされ、アレクサンドリアからクレタ島を経て北アフリカのカルタゴに着き、反単意論者ソフロニオスと出会う。（この頃、偽マカリオスの霊性を学んでいる。）自らの単性論・単意論への反駁を広める事に務め、聖職者のみならず一般信徒からも幅広い支持者を獲得していった。
東ローマ帝国の帝権は当時、国家の統合を維持するために、単性論者との妥協策として、キリスト（ハリストス）は唯一の意志のみを持っていたとする単意論を利用する事を目論んでいた。638年には単意論への賛同を臣民に義務付ける「エクテシス」（Ecthesis, 「信仰宣言」の意）がヘラクレイオス（イラクリオス）帝から出されている。エクテシスはローマ教皇ホノリウス1世の回答に基づき、コンスタンティノポリス総主教セルギオス1世の起草したものであった。
ヘラクレイオス(イラクリオス)帝の死後、単意論支持を明確にするコンスタンス2世（在位：641年 - 668年）が皇帝に即位するとローマに赴き、ローマ教皇テオドルス1世（ホノリウス1世より3代後の教皇、在位：642年 - 649年）と会見した。そして645年頃からマクシモス自身も神学論争に関与することになり、主導的役割を果たした。
エクテシスに対してマクシモスはローマ教皇マルティヌス1世（在位：649年 - 653年）と共に、真っ向から反対。「イエス・キリスト（イイスス・ハリストス）は、ちょうど彼が一つの位格（ペルソナ）のうちに二つの異なった別々の本性（神性と人性）を持っているように、二つの異なった別々の意志と活動を持っていなければならない」「マリアの唯一の子である神の唯一の子は、神と人として別々に意志し活動する」と主張。新しいアダム・最後のアダムとしてのキリストの救いは、真の人間としてのキリストが、自由に自発的に自分の人間としての意志を神としての意志に従わせたことにあり、意志をそなえた真正な人間としての行為によるとした。
マクシモスは、単意論を弾劾した649年ローマのラテラノ教会会議に、150人の西方教会の代表者と37人の東方教会の代表者のうち、東方側の一人として参加した。この教会会議において、単意説批判がローマ教皇マルティヌス1世により布告されるに至った。

### 捕縛と拷問、流刑先での死
皇帝コンスタンス2世は、自身の推す単意論とその勅令、及びその支持者であるコンスタンティノポリス総主教達が弾劾された教会会議の結論を知ると、653年ローマ教皇マルティヌス1世を捕え、クリミア地方へ流刑に処した（マルティヌス1世は2年後に流刑先で死去）。その後マクシモスも捕えられる。
幾度かマクシモスの監禁場所を変えつつ、皇帝は使者を送ってマクシモスに単意論に与するよう説得を試みたが、これが成功しないどころか、時には皇帝の使者まで逆にマクシモスに説得されて単意論を捨てる有様であった。度重なる説得も成功しないことにより、皇帝は怒り、説得を断念。拷問が始まり、反逆罪とされたマクシモスに対する有罪を証明するための証言を求められて召還されたマクシモスの弟子達も、証言を拒否したため拷問を受けた。
マクシモスはさらに激しい拷問を受け、二度と演説と著述が出来ないように舌を抜かれ右手を切られた。弟子の一人アナスタシオス（アナスタシイ）も同様の刑に処された。その後マクシモスは、弟子アナスタシオスと共にコーカサスに流刑となった。二人は拷問の際の苦痛のため歩く事が出来ず、車に乗せられて送られたが、アナスタシオスは途中で絶命した。
マクシモスはその3年後（662年8月13日）、流刑先で死去した。永眠直前にはキリスト（ハリストス）がマクシモスに現れたり、墓の上には3本の燃える蝋燭が現れたり、墓での病人の癒しが起きたりするといった奇蹟が起きたとされる。
マクシモスの両意説が正統として確立されたのは、680年-681年の第3コンスタンティノポリス公会議においてであった。

## 業績
マクシモスによる多大な著述が遺されている。単意論への反駁に関連する教理関係の著作や、各種の書簡、また主の祈り（天主経）や第59聖詠（詩篇）の註解が含まれる、難解な部分についての聖書註解が多く遺されている。

### 主な著作
- 『修道の生について』
- 『愛についての400の断章』　-　最初の200の断章が『中世思想原典集成3　後期ギリシャ教父・ビザンティン思想』に収録されている。翻訳、解説 谷 隆一郎。
- 『もろもろの問題と疑問』
- 『知についての200の断章』
- 『神秘への導入（秘儀教話）』
- 『神学とオイコノミアについての500の断章』[9]

## 記念日
正教会における記憶日は、ユリウス暦使用教会で2月3日（修正ユリウス暦使用教会で1月21日）。不朽体のコンスタンティノポリスへの遷移（移動）の記憶日は、ユリウス暦使用教会で8月26日（修正ユリウス暦使用教会で8月13日）である。
カトリック教会における記念日は、8月13日である。

## 関連書籍
- 『キリスト者の生のかたち―東方教父の古典に学ぶ』翻訳 谷 隆一郎、知泉書館、2014年。